# GMC Jimmy
GMC Jimmy  – samochód osobowy typu SUV klasy średniej, a następnie klasy kompaktowej produkowany pod amerykańską marką GMC w latach 1969 – 2001.

## Pierwsza generacja

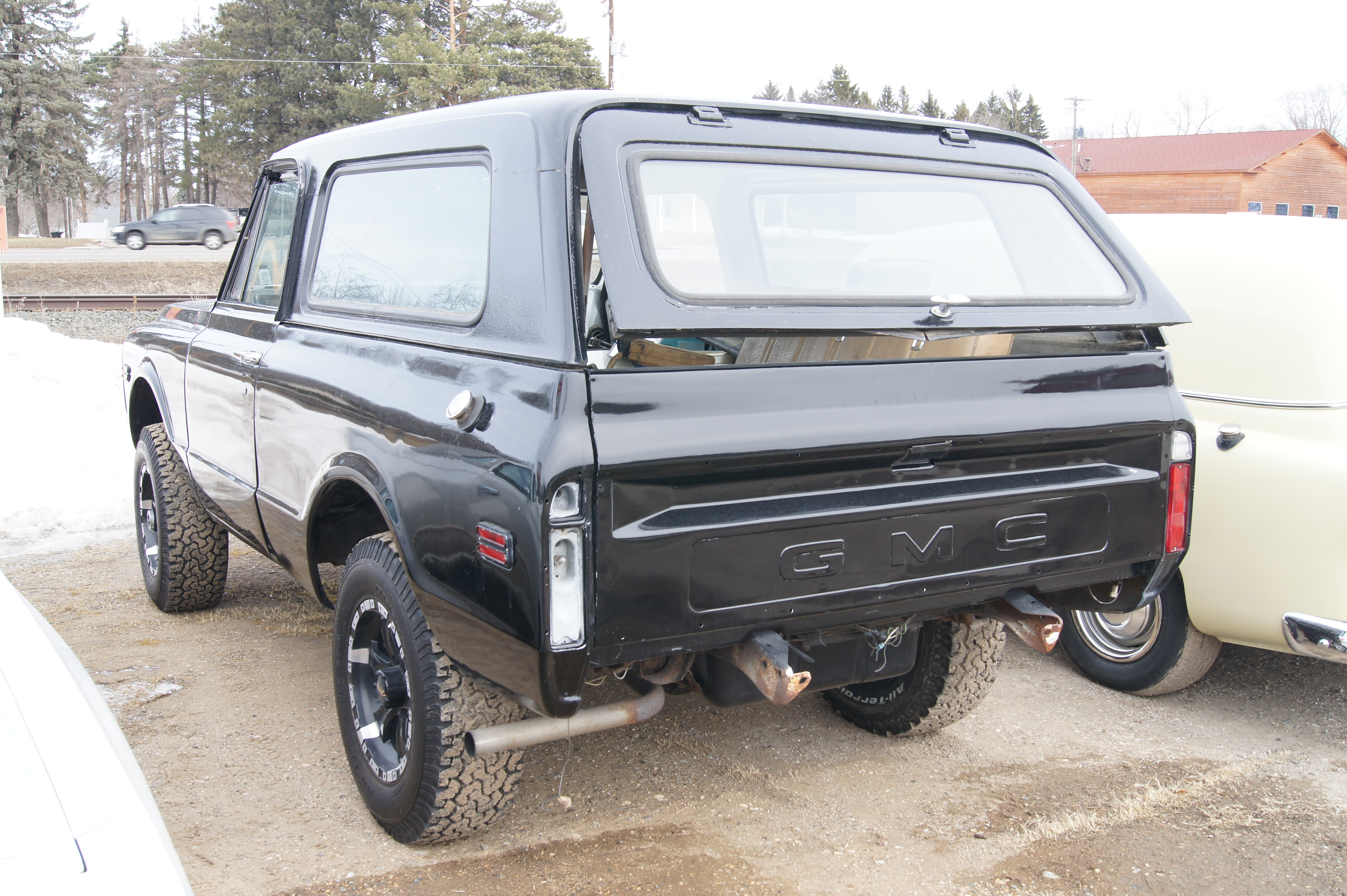
GMC Jimmy II - tył

GMC Jimmy I został zaprezentowany po raz pierwszy w 1969 roku.
W 1968 roku Chevrolet zaprezentował nowego SUV-a Blazer, który uplasował się w ofercie poniżej pełnowymiarowego modelu Suburban. Na ten sam zabieg General Motors zdecydowało się także w przypadku marki GMC, która na przełomie 1969 i 1970 roku wprowadziła do sprzedaży model Jimmy.
Powstał on na skróconej platformie Suburbana i dzielił z ówcześnie wytwarzaną generacją wiele cech wyglądu zewnętrznego, odróżniając się zarazem brakiem jednej pary drzwi i wyraźnie krótszym nadwoziem. Samochód pełnił funkcję podstawowego SUV-a w ofercie GMC.

### Silniki
- L6 4.1l
- L6 4.8l
- V8 5.0l
- V8 5.7l

## Druga generacja

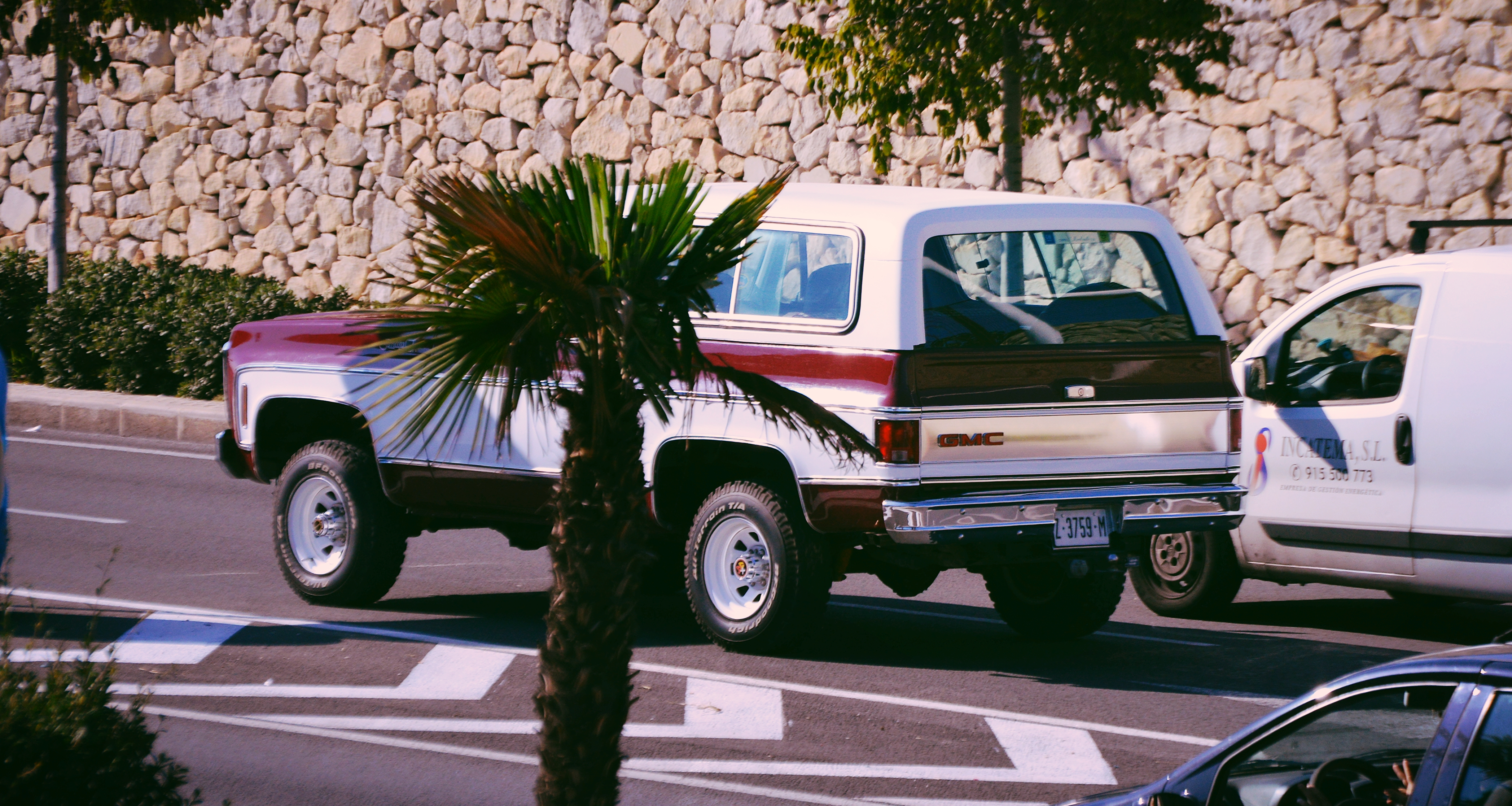
GMC Jimmy II - tył

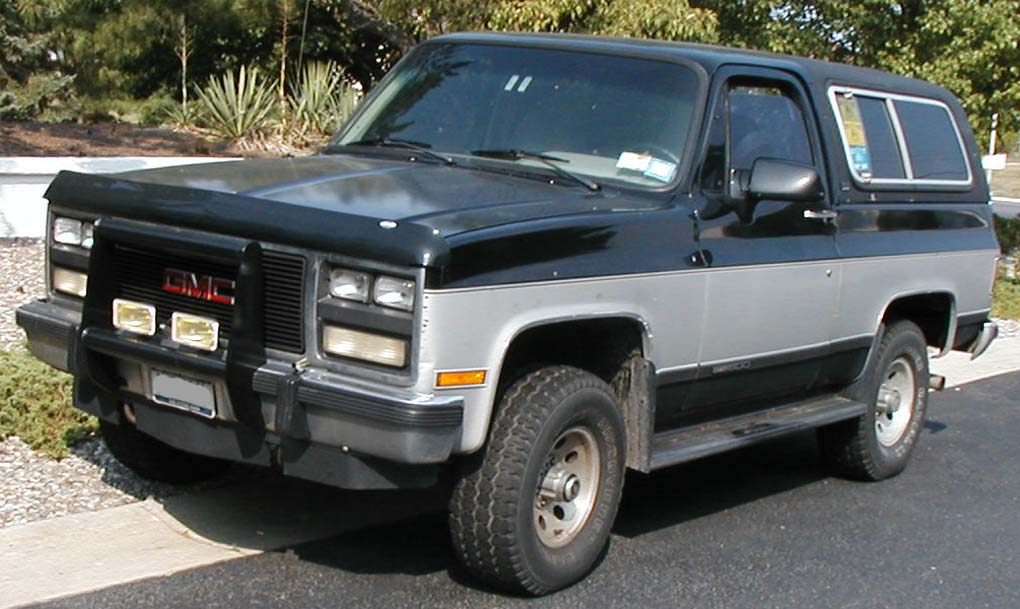
GMC Jimmy II po liftingu

GMC Jimmy II został zaprezentowany po raz pierwszy w 1972 roku.
Drugie wcielenie Jimmy zaprezentowano już 2 lata po debiucie dotychczasowego modelu, przechodząc gruntowną metamorfozę. Samochód stał się większy, a także utrzymano go w nowej estetyce wdrożonej wówczas przez General Motors. 
Jimmy II zyskało kanciaste proporcje, z dużą ilością chromowanych ozdobników i masywnie zaznaczonymi nadkolami. Samochód ponownie powstał na skróconej płycie podłogowej większego modelu Suburban i był de facto jego krótszą odmianą, różniąc się jedynie brakiem jednej pary drzwi.

### Lifting
Pod koniec trwającej niemal 20 lat produkcji, samochód przeszedł modernizację, która objęła przedni pas nadwozia i polegała na zamontowaniu nowych, podwójnych reflektorów i inaczej wyglądającej atrapy chłodnicy.

### Silniki
- L6 4.1l
- L6 4.8l
- V8 5.0l
- V8 5.7l
- V8 6.2l
- V8 6.6l

## Trzecia generacja

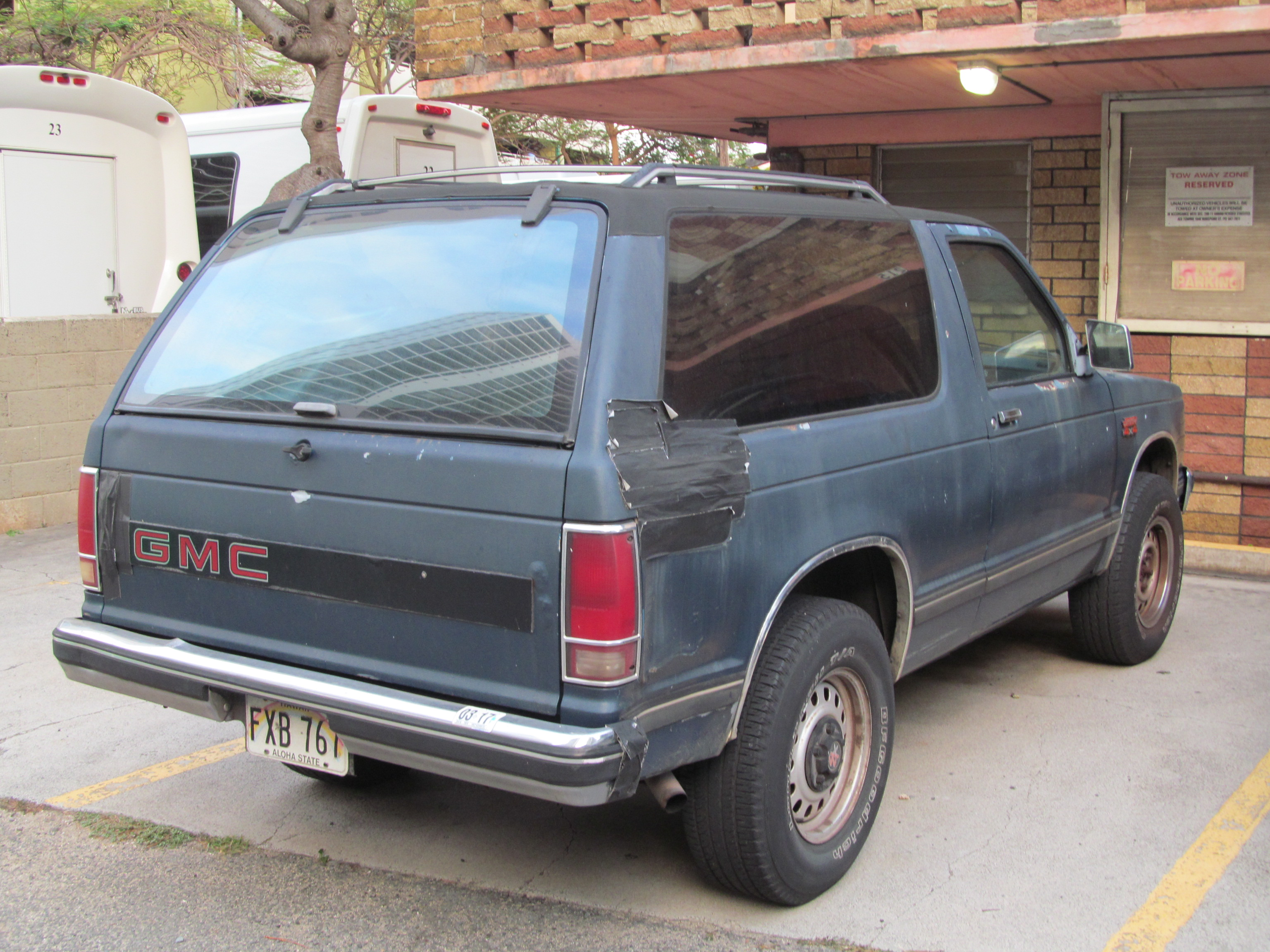
GMC S-15 Jimmy - tył

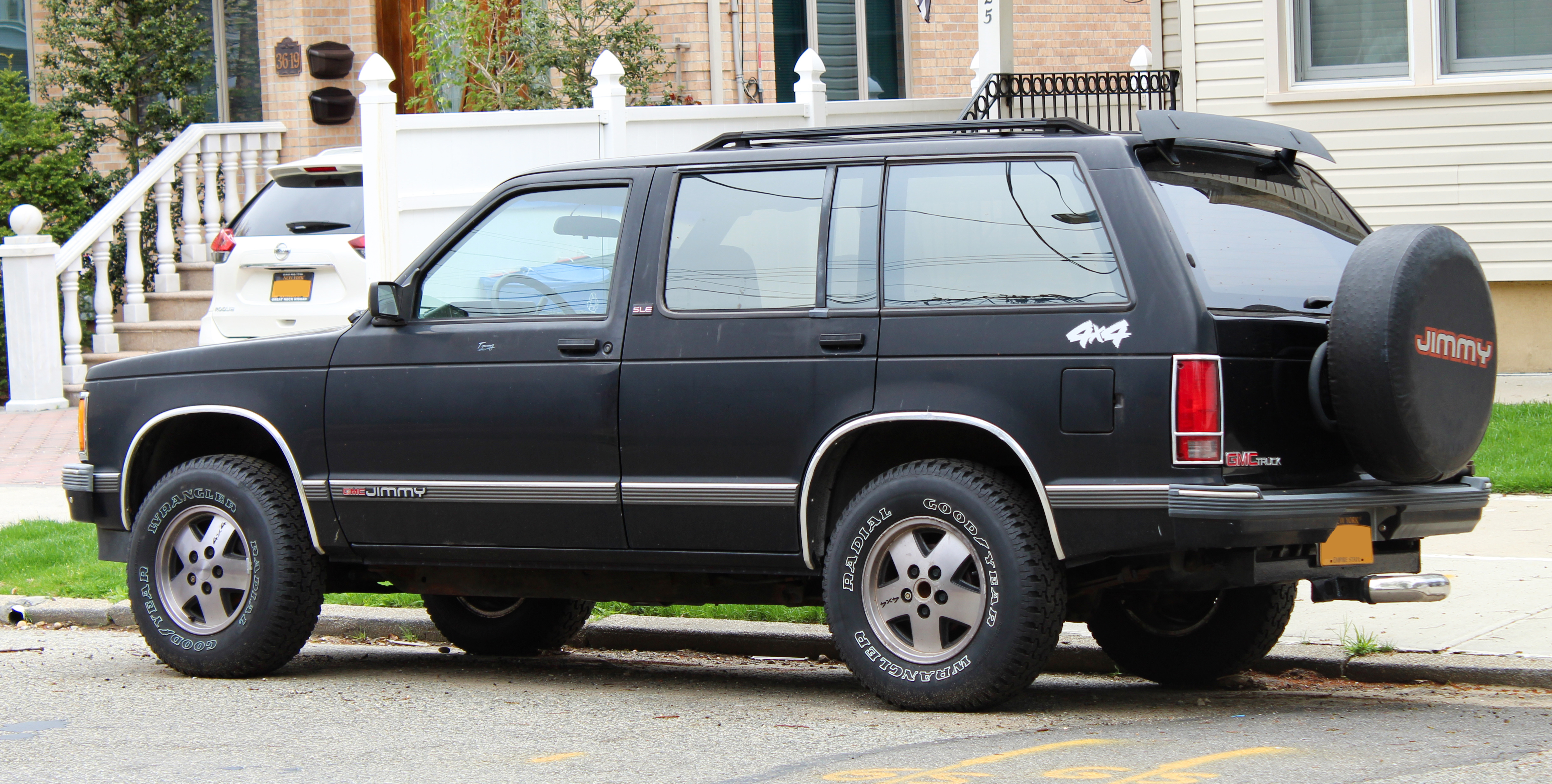
GMC Jimmy III w wersji pięciodrzwiowej

GMC Jimmy III został zaprezentowany po raz pierwszy w 1982 roku.
W 1982 roku General Motors zdecydowało się poszerzyć gamę swoich SUV-ów o jeszcze mniejszy samochód, prezentując bliźniacze modele Chevrolet S-10 Blazer i GMC S-15 Jimmy.
Pojazd powstał na platformie opracowanej z myślą o kompaktowych modelach koncernu i oferowany był w ofercie równolegle z większym Jimmy zbudowanym na ramie aż do 1991 roku.

### Zmiana nazwy
W 1991 roku GMC wycofało z produkcji większe Jimmy II na rzecz następcy o nowej nazwie - Yukon. Z kolei S-15 Jimmy zdecydowano się przemianować na po prostu Jimmy, przez co samochód stał się trzecią generacją tej serii modelowej degradując ją do miana mniejszego, kompaktowego SUV-a. 

### Silniki
- L4 1.9l LR1
- L4 2.0l LG2
- L4 2.2l LN2
- L4 2.5l LN8
- V6 2.8l LN2
- V6 4.3l LB4

## Czwarta generacja

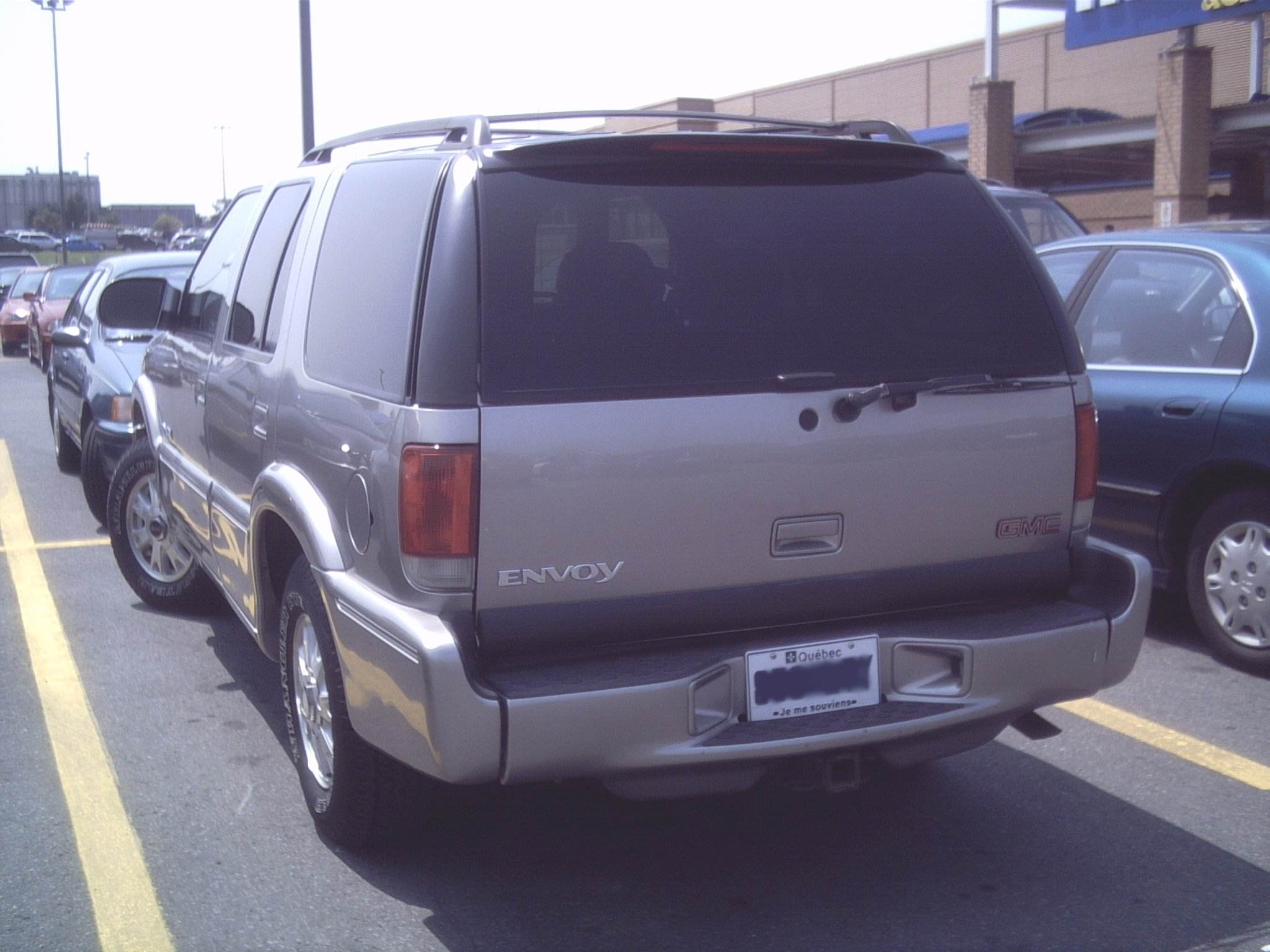
GMC Jimmy IV - tył

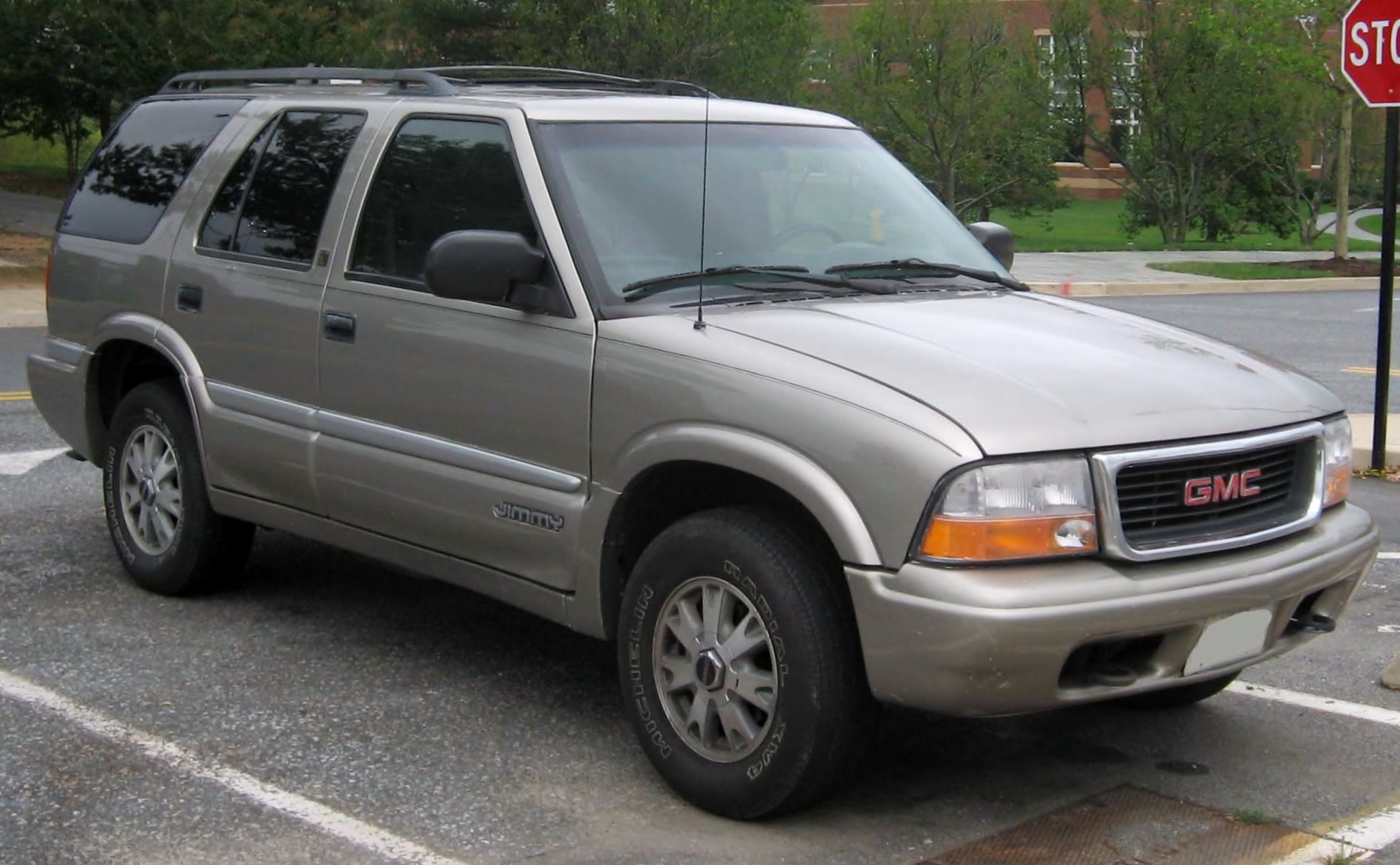
GMC Jimmy IV po liftingu

GMC Jimmy IV został zaprezentowany po raz pierwszy w 1993 roku.
Zupełnie nowa, czwarta generacja Jimmy została przedstawiona razem z bliźniaczymi konstrukcjami Chevroleta i Oldsmobile w 1993 roku. Samochód przeszedł ewolucyjny kierunek zmian w stosunku do poprzednika, stając się zarazem większym i przestronniejszym w środku. 
Charakterystycznymi różnicami okazała się bardziej krągła sylwetka i mniej chromowanych ozdobników, które wyróżniały także produkowanego równolegle pickupa Sonoma.

### Lifting
W 1998 roku General Motors przeprowadziło gruntowną modernizację Jimmy IV i bliźniaczego Chevroleta Blazera, w ramach której pojawił się zupełnie nowy pas przedni. Zamontowano większe reflektory, nową atrapę chłodnicy i nowe czerwone logo znajdujące się na jej centralnym punkcie.
Przemodelowano także zderzaki, poszerzając ofertę dostępnych wariantów wyposażeniowych o luksusową odmianę Jimmy Envoy. Ostatni człon w tej nazwie w 2001 roku został później zastosowany na rzecz zupełnie nowego następcy, który wyparł z oferty GMC model Jimmy na stałe.

### Silniki
- L4 2.2l GM Family II
- V6 4.3l Vortec 4300